# 倉重泰彦
倉重 泰彦（くらしげ やすひこ、1966年〈昭和41年〉11月21日 - ）は、日本の農林水産官僚。
日本政策金融公庫専務取締役、水産庁次長などを歴任。

## 来歴
石川県出身。大阪府立北野高等学校を経て、1989年（平成元年）3月、東京大学法学部を卒業。同年4月、農林水産省へ入省。入省後、生産局畜産部牛乳乳製品課長、農林水産省大臣官房参事官（国際）、農林水産省大臣官房広報評価課長、農林水産省大臣官房報道官、農林水産省大臣官房審議官などを歴任。途中、内閣官房などに出向し、経済協力開発機構日本政府代表部参事官、内閣官房内閣参事官（内閣人事局）、総務省行政管理局管理官等を務めた。
2020年（令和2年）8月3日、水産庁漁政部長に就任。就任に際したインタビューで「国民の理解を得られないと政策は進められない。（水産業界には国民に分かりにくい言葉や政策があるため）業界関係者以外にも分かりやすい言葉で発信していきたい」と抱負を語った。
2021年（令和3年）7月1日、水産庁次長に就任。就任に際して神谷崇長官、渡邊毅漁政部長らと共に会見を開き、漁業者の所得向上を図り、加工・流通業者が円滑に事業を行えるよう各施策に取り組む方針を示した。
2022年（令和4年）6月15日、退職し、日本政策金融公庫専務取締役に就任。
2025年（令和7年）6月25日、農林水産政策研究所長に就任。

## 年譜
- 1989年（平成元年）
  - 3月 - 東京大学法学部卒業[1]
  - 4月 - 農林水産省入省[1]
- 2004年（平成16年）9月 - 農林水産省大臣官房文書課調査官[1]
- 2006年（平成18年）
  - 7月 - 経済協力開発機構日本政府代表部一等書記官[1]
  - 10月 - 経済協力開発機構日本政府代表部参事官[1]
- 2009年（平成21年）7月 - 生産局畜産部牛乳乳製品課長[1]
- 2012年（平成24年）4月 - 農林水産省大臣官房参事官（国際）[1]
- 2014年（平成26年）7月 - 内閣官房内閣参事官（内閣人事局）兼総務省行政管理局管理官[1]
- 2016年（平成28年）
  - 6月 - 農林水産省大臣官房付[1]
  - 7月 - 農林水産省大臣官房広報評価課長[1]
- 2017年（平成29年）
  - 4月 - 農林水産省大臣官房報道官兼広報評価課長[1]
  - 7月 - 農林水産省大臣官房報道官[1]
- 2018年（平成30年）7月 - 農林水産省大臣官房審議官兼食料産業局付[1]
- 2019年（令和元年）7月 - 農林水産省大臣官房審議官兼経営局付[1]
- 2020年（令和2年）8月 - 水産庁漁政部長[1][7]
- 2021年（令和3年）7月 - 水産庁次長[1][3]
- 2022年（令和4年）6月 - 日本政策金融公庫専務取締役[4]
- 2025年（令和7年）6月 - 農林水産政策研究所長[2]